# 黃建炎
黃建炎，漫畫家，筆名炎子。香港美術會、古文字藝術學會會員。

## 生平
1948年生於廣州，祖籍廣東新會。文革中在海南定安插隊十年。1978年入華南師範大學中文系。八十年代末移居香港，就職傳媒行業。現任《亞洲周刊》編輯。

## 漫畫
早年師從戴鎮龍先生攻纂隸，后隨周志毅先生習畫。書法作品曾入選廣東省書法展，獲全國大學生書法競賽二等獎、入選抗戰勝利六十週年全國書畫大展、參加韓港交流展；一九八八年起創作時事漫畫，一九八九年獲邀參加「笑論人間．香港專欄漫畫展」，一九九零年起為報章畫專欄漫畫，漫畫作品見於香港《文匯報》、《大公報》、《東方日報》、《明報》、《明報月刊》及書籍插圖。

## 著作
《歲月留情：漫畫香港史》鄭德華著、炎子繪畫，三聯書店(香港)有限公司1993年版6月版，ISBN 962-04-1026-2

## 外部連結
大雅藝術網所作介紹